# Muğanlı (ort i Azerbajdzjan, Zaqatala)
Muğanlı (ryska: Муганлы) är en ort i Azerbajdzjan.   Den ligger i distriktet Zaqatala Rayonu, i den nordvästra delen av landet, 300 km väster om huvudstaden Baku. Muğanlı ligger 204 meter över havet och antalet invånare är 2 466.
Terrängen runt Muğanlı är platt åt nordost, men åt sydväst är den kuperad. Närmaste större samhälle är Aliabad, 12,2 km öster om Muğanlı.
Omgivningarna runt Muğanlı är en mosaik av jordbruksmark och naturlig växtlighet. Runt Muğanlı är det ganska tätbefolkat, med 80 invånare per kvadratkilometer.